# Carpen (Setteville)
Carpen è una frazione del comune di Setteville, in provincia di Belluno.
È situata a nord del capoluogo, in riva al Piave,  sulla desta orografica lungo la Strada statale 348 Feltrina.